# ○本の住人
『○本の住人』（まるほんのじゅうにん）は、kashmirの漫画作品。
女子小学生の「蓼科のり子」が童話作家の兄「蓼科いずみ」や友人たちに振り回される日常を描いた連作4コマ漫画。「まんがタイムきららMAX」（芳文社刊）で2004年11月号から2015年12月号まで毎回6頁で連載。最初期から11年に渡って、同誌においてもっとも長い期間（連載終了時点）連載された作品である。

## 主な登場人物
登場人物の姓のほとんどは山の名前から採られている。日本百名山に含まれるものも多い。

### 蓼科家
蓼科のり子
本作品の主人公の女の子（4年3組学級委員）。数年前に両親を亡くし、現在は兄の蓼科いずみと共に、祖父の所有経営するアパートで暮らし、管理人・西田老人がリタイア後は名目上の管理人になった兄の代わりに管理業務まで勤める。家事や家計の管理を行うしっかり者だが、生活費を断り無くホビーに注ぎ込む兄の浪費癖で、苦しい家計運営を強いられている。
丸いレンズの縁無し眼鏡をかけた小柄なショートカットの少女（目が悪くなったのは本を読むことが多かったためと本人は考えている）。表面上はオタク趣味を持ち浪費家である兄のことを嫌がっている様子であるが、ブラコンな一面を見せることもある。また、運動音痴であり、運動会や体育などが嫌い。
幼い頃（5歳前後）は無邪気に兄に懐いており、当時から童話を執筆していた兄に、幼児らしく特に深い考えもなくさまざまな要望を出していた。兄がリクエストに応えようとした結果、彼の「奇本作家」と言われる面妖な作風を作り出してしまった。小学生になってから、時折その当時のことをふっと思い出しては、取り返しのつかない事態を招いたことへの自己嫌悪に陥る。
名前の由来は蓼科山。
蓼科いずみ
のり子の兄。睡眠時に至るまで常にメガネを着用しており、素顔は不明。一応、プロの童話作家である。
自己管理能力皆無の、だらしないオタク青年。趣味はフィギュアや食玩、アニメ鑑賞などオタク系のインドアに偏っており、家計に喰い込むほど散財して、のり子に怒られることもしばしばである。また締め切りには基本的にルーズで、担当のようこさんに日頃から追い立てられている。もっとも珍しく締め切りを守った際には、出版社に送られた原稿が洪水による浸水で使い物にならなくなるという呪いが起きた。
作風としては強引過ぎる物語の流れや投げっぱなしオチや倫理的に危なっかしいネタが多いせいか、辛うじて生活できる程度には売れているもののあまりヒットせず、クレームをつけられるなどアンチも多い模様。翻訳作品が海外で発禁を喰らったこともある。雑誌掲載時のハシラのキャラクター紹介では「奇本作家」と紹介されている。
概してダメ人間としての側面が目立つが、のり子への愛情は非常に深く、のり子のためとなると普段とはガラリと変わったマトモな面を見せることも。
1巻冒頭ではのり子より9歳年上だったが、後に12歳差の22歳へと設定が変更された。
おじいちゃん
のり子たちの祖父。夫婦でアメリカ旅行中のため不在。のり子の非常時に備えて高級（exclusive）ネコ耳セットを残す。肝心なときにあてにならない点はのり子の兄と同じである。

### 4年3組
榛名さなえ(さなえちゃん)
のり子のクラスの担任教師。24歳。非常におっとりとした天然ボケな性格で、生徒達からはちゃん付けで呼ばれる。気を抜くとすぐ眠り込んでしまう性質であり、「倒れ込んだ庭の落ち葉が気持ち良くてそのまま一晩眠ってしまった」ということも度々。その頼りないおっとり具合は恐るべきもので、春先には自身のみならず周囲の人間を悉く眠りに誘う「さなえ時空」を無意識展開、彼女が接近すれば普通のパソコンが自然にシャットダウンを起こすほど（このため職場である学校ではパソコンを触らせてもらえない）。余りの危なっかしさから、担任するクラスの小学生たちにフォローされている始末である。プライベートでは幼馴染であるようこと行動を共にすることが多く、その繋がりで蓼科家に訪れることもあったが、その後同じアパートに引っ越してきた。アパートでも大家である蓼科兄妹をあぜんとさせる天然ボケぶりを連発している。
名前の由来は榛名山。
戸隠みか
のり子の同級生で、付き合いの長い友達でもある。常時冷静で、あまり積極的に揉め事に首を突っ込まず、トラブルに揉まれるのり子を尻目に常に安全圏で立ち回る要領の良い娘。一見普通の女の子に見えるが、クトゥルフ神話やグロテスクさを内包した黒い話を好む変わった趣味もあり、もっともらしいウソ話でさりげなく人をかつぐのも得意。父はサラリーマン、母は喫茶店を経営している。
名前の由来は戸隠山。また作者kashmirには「戸隠イズミ」の別ペンネームもある。
霧島・ティルトウェイト・さくら
以前は海外で暮らしていたのり子の同級生のハーフの女の子。通常ちーちゃんと呼ばれているため、本名はあまり同級生に認知されていない。なおミドルネームの「ティルトウェイト」は、ウィザードリィシリーズに登場する、核爆発を起こす強力な攻撃呪文の名前である。本作で最も物騒なキャラクター。
常に口を開けたまま、何らかの奇声を発するか、さもなくば後先考えない過激な行動に走っている。日本語はペラペラなものの、突如古いゲームやアニメのネタを飛ばしたり、突飛な台詞を発し、周囲を驚かせる。その奇行は広く知られており、本人の悪意がないままに周囲に危険を及ぼすことから、街に注意を促す張り紙が貼られたこともある（この貼り紙、隣に貼られた「ちかん注意」の貼り紙よりも大きかった）。
身体能力が異常に高く、サッカーの試合で連続でカーブをかけて敵陣のゴールへ向かうシュート『サイドワインダー』を放ち、雪合戦で氷柱を数本同時にダーツのように投げつけ、雪球を弾幕シューティングのボスのように数十個連続で投出するなど、人間離れした行動をとることができる。
常時ハイテンションで大声でしゃべることが多いが、希に発熱すると、いつもとは正反対のおとなしい性格になってしまう。ただし、おとなしくなっても感性の特異さは変わらない。
将来の夢はゴルファーになることと語るが、その未来想像図ではゴルフクラブで殴り倒された出血者の山が作られている（渋谷を血の海にする！と彼女は力説する）。どうもゴルファーというものを勘違いしているらしい。
名前の由来は霧島山。
乗鞍ひさこ(ひさちゃん)
のり子の同級生で、背の高いおっとりした女の子。やや早熟な模様で、母親の影響でコスプレをして即売会に出入りしてもいるが、基本的には引っ込み思案な常識人。のり子とは運動が苦手という点で意気投合している。のり子の兄に（異性として）純粋に憧れている稀有な少女で、鈍感なのりこ兄も彼女の必死のアタックには戸惑いを隠せないでいる。
名前の由来は乗鞍岳。
鳥海けんじ
のり子の同級生。一応普通の男子小学生である。深夜の魔法少女アニメを愛好するなどの少女趣味を持つが、これについては羞恥心はあるようだ。
名前の由来は鳥海山。
穂高みつる
のり子のクラスの学級委員。男子小学生だが、メイド服やネコミミといったコスチュームを何の抵抗も無く着こなし、女装趣味の気がある重度のナルシスト。自分の写真をノートパソコンの壁紙にし、他人の写真に写り込もうとするなど、小4にして性癖はかなり異常である。
名前の由来は穂高岳。

### その他の学校関係者
伊吹先生
のり子達の通う小学校に赴任してきた新任体育教師。仕事柄ショートカットにジャージ姿が基本コスチューム。基本的には優しく頼りになる常識人だが、少女趣味が強く可愛いものを前にすると我を忘れてしまう。さくらから「体育」「淫獣」などのあだ名を付けられるが、なぜ「淫獣」なのかは不明。
名前の由来は伊吹山。
八高千歳
6年1組の生徒。町のバレーボールクラブではエースと呼ばれている。
校長先生
のり子の小学校の校長。目の周りを覆って素顔を隠すシャア・アズナブルとよく似た仮面をつけ、「校長」と書かれたネクタイを着用している。

### その他の登場人物
神室ようこ(ようこさん)
出版社『猫文社』の絵本雑誌『絵本の住人』編集者でいずみの担当。25歳。
入社直後からいずみを担当していたようで、いずみやのり子とは仕事上のつき合いを越えた信頼関係を築いており、蓼科家の事情にも通じている。また、さなえちゃんとは幼馴染であり非常に仲が良い。
仕事については有能。いずみの作品の翻訳までこなしているらしい。
やや強引で乱暴な性格ながら基本的には面倒見の良い常識人であり（怠け者のいずみを叱咤して働かせることのできる貴重な人材である）、周囲のどこかおかしな面々のフォロー役に回る一方で振り回されることも多い。ただ、自社の出版する珍妙な書籍・雑誌群に何の疑問も抱かない様子から察するに、彼女もまたどこかズレた感性を持っているようだ。
さくらからは髪型から「カニ頭」というあだ名を付けられる。後に髪型を微妙に変えた。
なお本作に登場する主要な成人女性の中でも、特に胸が大きく描写されることが多い。
名前の由来は神室山。
じいちゃん
さくらの祖父、大柄で毛深い陽気な外国人（国籍は不明）。怪しい日本語を話すが、よく無自覚に猥褻語を口にしては警察に連行されている（日本語が怪しくなる一因として、さくらと共に通った日本語学校の教え方に問題があった模様）。
せりな
小学校に新入学した、さくらの従妹。外見・性格・行動すべてが「コンパクト版ちーちゃん」で、やることなすことはた迷惑なのは従姉同様。さくらと一緒に行動することが多く、さくらの意味不明な発言をオウム返しして更に意味不明にする。
葛城ゆうき
新一年生の少年。のり子のアパートに母親と共に住むが、いわゆるカギっ子生活を送ってきたため寂しがり屋で拗ねがち。のり子同様に、入学早々「変な人々」に振り回されるようになり、寂しさは幾分解消した模様。
名前の由来は葛城山。
かずみさん
みかの従姉妹。みかの母が経営している喫茶店「Cafe de Psyche」でアルバイトをしている。みか母娘やその他大勢の変人たちには振り回される側。
吉野兄妹
のり子兄の行きつけのホビーショップ「ベルトーイ美梨野市3号店」を経営する。兄妹とも名前は不明。
兄はのりこ兄の小学校時代からの悪友で、メガネに帽子（またはバンダナ）のやや太めで暑苦しい男であり、そのオタク度はのりこ兄にも比肩する。
妹は一見普通の若い女性だがやはりオタクであり、奇行や珍発言、発想の異常ぶりで兄をも圧倒する。対戦車ミサイルや唾液変色仕様リコーダーなど奇想天外な商品を仕入れて店を珍品ショップ化、地元商店街のさまざまな珍企画の仕掛け人でもある。商魂たくましい一方、自身のアイドル性を過大評価するなど、かなり自信過剰。外見や言動のトリックスターぶりは同じ作者の作品「百合星人ナオコサン」の主人公・ナオコサンに類似する。連載後期には登場頻度が増えた。
名前の由来は吉野山。
ゼントラーディ軍
のり子たちが見つけた捨て猫。さなえちゃんが主食である。

## 美梨野市
架空の都市、美梨野市（みなしのし）がこの漫画の舞台になっている。東京近郊に所在し、ここ数十年で都市化が進んだらしいが正確な位置は不明。特産物は梨、大根、船舶模型。
市のマスコットキャラクターとして、トンボのような四枚羽を背中に持つ幼女キャラ「市長たん」が制定されており、発話機能のある等身大ロボットやミニチュアロボットなどが市のイベント関係で時折登場するが、テーマソングの歌詞（税収が力、大企業歓迎、などなど生々しい）ともどもかなり世知辛い発言を連発し、子供たちからも微妙な扱いを受けている。

## 作中に登場する絵本など
本作中には多くの架空の著作物が登場する。特に表記がない場合はのり子兄の著作である。
何かでてる勇者（仮）
マ王を倒した勇者は姫と結婚し、一生幼女に不自由せず暮らす。
フジツボ未亡人の逆襲
三浦半島に上陸したフジツボ未亡人とハカセの戦いを通じて日本の家庭における未亡人の役割を解説する。なぜかこんな作品を読んで感動している者が作中に2人も登場した。
粘土で桃太郎
紙粘土性の人形を使った桃太郎の絵本を作るという企画。アイデアはようこさんによるものだが、実現したかは不明。
のりこのなつやすみえにっき
のり子兄の書き下ろし単行本。のり子の絵日記という体裁ではあるが、内容は事実無根である。名前と外見を勝手に使われたのり子はいたく憤慨していたが、シリーズ化して続編が多数発行され、ヒロイン「のりこ」のフィギュアまで発売されているので、（兄の作品としては）好評だったようだ。もっともシリーズ進行につれ、いつの間にか任侠ドラマ（「ひろしましとうへん」「みちのくとうひこう」）を経てSF作品（「うぉー・おぶ・ねくすとじぇねれーしょん」）と化してもなお「なつやすみえにっき」であるのは謎である。後に同作者の「ななかさんの印税生活入門」1巻のカバー裏にも登場している。
岩んといもうと
心優しいイワンが津山三十人妹化事件を起こすまでの経緯を描く。
月刊　絵本の住人
のり子兄が作品を連載している老舗の絵本雑誌。キャッチコピーは「3才からの☆DOKI DOKI VISUAL♥童話」。
○本の住人（だきまくらの伝説）
単行本1巻の書き下ろし童話。
しおり
単行本2巻で書き下ろされた海水浴のしおり。
ちー散歩
単行本3巻の書き下ろし。ちーちゃんの案内で関東平野を歩く（「今日のお散歩距離・394.27km」、京浜工業地帯から外房海岸、奥多摩まで迷走する写真集）。
金のダフ屋と銀のダフ屋、スク水長者、世界のダフ屋、暴走ナース24時
以上はいずれもタイトルのみ登場している。
のり子兄の作品か否かは不明だが、他にものりこ兄の著作を出しているようこさんの出版社『猫文社』（1953年創業、現社長は天城幹康）からは以下のような（得体の知れない）タイトルの書籍が出ている模様。
- ぶるまがなくなった日
- 大好き生き物図鑑 ミスジコウガイビル
- つんでれごしらかわほうおう
- すぐわかるシリーズ 魚卵

また雑誌方面では、テレビ情報誌の「TVリブート」を稼ぎ頭とするほか、漫画雑誌として「まんがきゃっと」を姉妹誌含めて月間8誌以上刊行しているが、シイタケの育成・販売を副業で手掛けるなど、経営方針・財務状況は謎である。
白雪姫vs七人の眠りの森の美侍〜アルカトラズからの脱出そして伝説へII
1年生歓迎会で4年3組が演じた劇。RPGのようなストーリーで1年生には好評だったがPTAには抗議された（抗議を受けたのがさなえちゃんだったため、「さなえ時空」によってうやむやとなった）。みかとのり子が脚本を担当した。
ポリープ畑山と賢者のしみ
のり子兄の百万倍売れているベストセラー。略称「ポリハタ」。作者、内容は不明である。
のり子の一生
ちーちゃんの夏休みの自由研究。4コマ1段で終了。失敗だった。
にくどれいのうた
さなえの愛唱歌。ちなみに、「奴隷」ではなく食品（肉）を載せる「トレイ」のことである。

## 備考
- 本作の登場人物の「のりこ」と「ちーちゃん」は同じくkashmirの漫画作品『百合星人ナオコサン』の14話にゲスト出演している。
- 題名1字目の「○」はインターネット上の表記に反映されないことが多く、ネット検索の結果や通信販売サイトのテンプレートでもうまく表記されずに「本の住人」という表記になる事例がしばしば生じる。

## 単行本
- kashmir『○本の住人』芳文社〈まんがタイムKRコミックス〉、全7巻[4]

1. 2006年10月27日発行 ISBN 4-8322-7600-X
2. 2007年11月27日発行 ISBN 4-8322-7665-4
3. 2009年7月27日発行 ISBN 978-4-8322-7825-7
4. 2011年2月26日発行 ISBN 978-4-8322-7998-8
5. 2012年12月26日発行 ISBN 978-4-8322-4241-8
6. 2014年7月26日発行 ISBN 978-4-8322-4463-4
7. 2015年12月26日発行 ISBN 978-4-8322-4647-8